# Komet Forbes
Komet Forbes (uradna oznaka je 37P/Forbes) je periodični komet z obhodno dobo okoli 6,3 let. Pripada Jupitrovi družini kometov.

## Odkritje
Komet je odkril 1. avgusta 1929 južnoafriški astronom Alexander Forbes Irvine Forbes (1871 - 1959).

## Lastnosti
Premer jedra kometa je 1,92 km .